# 시차 장벽

위쪽은 시차 장벽을 이용한 디스플레이. 아래쪽은 렌티큘라 렌즈를 이용한 디스플레이

시차 장벽(Parallax barrier)은 디스플레이 앞에 가려주는 장벽을 설치하여, 왼쪽 눈이 보는 이미지와 오른쪽 눈이 보는 이미지가 오는 곳을 다르게 하는 3차원 디스플레이구조이다.

## 같이 보기
- 오토스테레오스코피